# مهدی اسفندیاری
مهدی اسفندیاری (‌زاده ١٢۶۴ه.خ-تهران، درگذشته ١٣١٢ه.خ) ملقب به نصیرالسلطنه فرزند حسن اسفندیاری و از سیاستمداران ایرانی بود، که در 
دوره چهارم بعنوان نماینده بابل در مجلس شورای ملی حضور داشت.

## مشاغل
نصیرالسلطنه در دوره قاجار مدتی وزیر مختار ایران در بلژیک ، ژاپن و عثمانی بود.پس از به قدرت رسیدن رضا شاه، اسفندیاری مدتی استاندار کرمان و فارس شد. 